# Mats Rubarth
Mats Carl Rickard Rubarth, född 25 januari 1977 i Almby i Örebro län, är en svensk före detta fotbollsspelare, (mittfältare) och musiker.
Rubarth är en vänsterfotad teknisk dribbler och var en av de mest varnade och utvisade spelarna i Allsvenskan under 2000-talet. År 2004 blev han uttagen till svenska A-landslaget där han spelade en match.
Den 31 oktober 2008 meddelade Rubarth att han och AIK inte skulle förlänga kontraktet och att han i och med det spelade sin sista säsong i AIK.
Mats Rubarth spelar bas i rockgruppen Casablanca. Han är även medlem i italo disco-gruppen Italove och har jobbat med flera artister i genren, som Gazebo och Ken Laszlo.

## Meriter
- En (1) A-landskamp (år 2004)
- Finalist i Svenska Cupen 2002 med AIK
- Allsvensk tvåa säsongen 2006 med AIK
- Allsvensk tvåa säsongen 1994 med ÖSK
- AIK:s interna skyttekung år 2003 med 10 mål

## Klubbar
- IK Sturehov, 1983–1991 (moderklubb)
- Örebro SK, 1992–2000
- AIK, 2001–2008

## Säsongsfacit: seriematcher / mål
- 2008: 17 / 0
- 2007: 10 / 0
- 2006: 21 / 2
- 2005: 26 / 5
- 2004: 20 / 2
- 2003: 23 / 10
- 2002: 21 / 0
- 2001: 15 / 2
- 2000: 23 / 1
- 1999: 15 / 1
- 1998: 17 / 1
- 1997: 7 / 0

## Kuriosa
- Släppte 2001 en självbetitlad EP, Rubarth.
- Är allsvenskans genom tiderna mest utvisade spelare (7 gånger), tillsammans med Claes Cronqvist.